# Freudenricht

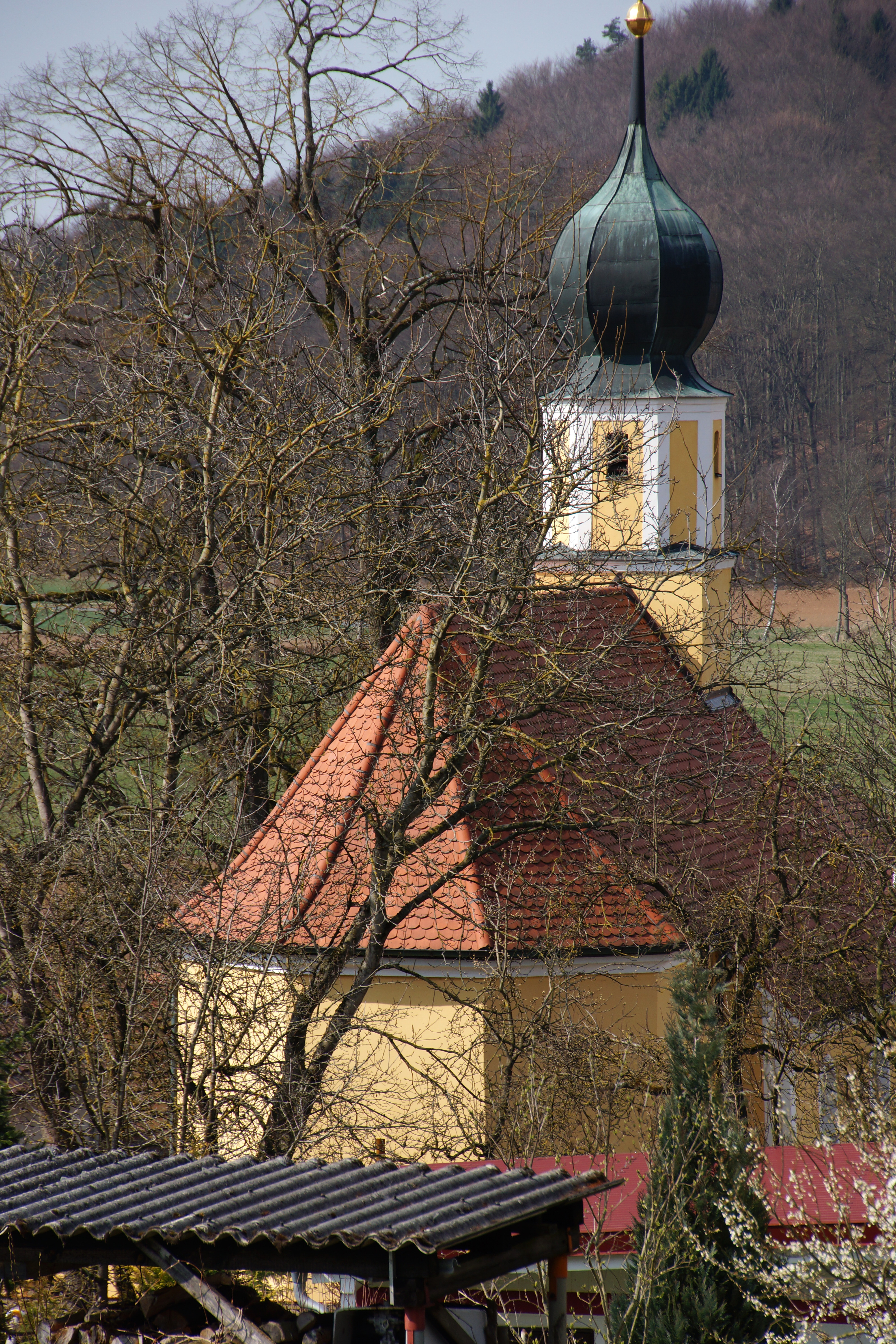
Die Filialkirche St. Leonhard

Freudenricht ist ein Gemeindeteil der Stadt Velburg im Landkreis Neumarkt in der Oberpfalz in Bayern.

## Geographische Lage
Das Dorf liegt im Oberpfälzer Jura der Fränkischen Alb auf 532 m über NHN etwa 1 km vom Truppenübungsplatz Hohenfels entfernt am südwestlichen Rand einer bis auf 627 m ü. NHN ansteigenden bewaldeten Erhebung. Freudenricht liegt an der Staatsstraße 2251, von der im Westen des Ortes die Kreisstraße NM 36 abzweigt.

## Geschichte
Die erste Erwähnung Freundenrichts dürfte diejenige in der Güterbeschreibung des Benediktinerklosters Kastl sein, die um 1325 angelegt wurde; das Kloster besaß zu dieser Zeit zu Freitelnrivt eine Hube. Seit 1390 hatte mit dem Schottenkloster St. Jakob zu Regensburg ein weiteres Koster Besitz in Fridelrewt, nämlich zwei Höfe, die von einem Maier bewirtschaftet wurden. 1472 ist Freudenricht im Zusammenhang mit dem Zehentverkauf von Haug von Parsberg an drei Velburger genannt. 1562 erwarb Georg Hektor Wiesbeck, der im Vorjahr die Herrschaft Velburg übernommen hatte, einen Hof zu Freudenricht. Um 1600 verfügte dort das Amt Velburg unter den Wiesbecken über 2 Höfe und einige kleinere Güter. Am Ende des Alten Reiches, um 1800, bestand Freudenricht unter dem Amt Velburg aus 6 Anwesen, nämlich aus 3 ganzen Höfen der Untertanen Märckhl, Ettenhardter und Lauthenschlager, 2 Viertelhöfen der Untertanen Schön sowie 1 „Häusl“; hinzu kam das gemeindliche Hirtenhaus.
Im neuen Königreich Bayern (1806) wurden zunächst Steuerdistrikte aus jeweils mehreren Orten gebildet. Dem Steuerdistrikt Ronsolden im Landgericht Parsberg gehörten neben dem Dorf Ronsolden die beiden Weiler Freudenricht und Pathal an. Mit dem zweiten Gemeindeedikt von 1818 wurde daraus unter Einbeziehung des Dorfes Raisch eine Ruralgemeinde. Die Gemeinde erfuhr noch Zugänge und Abgänge, bis sie im Zuge der Gebietsreform in Bayern am 1. Januar 1972 in die Stadt Velburg eingemeindet wurde. Seitdem ist Freundenricht ein amtlich anerkannter Gemeindeteil von Velburg.
Die Kinder gingen spätestens seit dem 19. Jahrhundert in den Pfarrort Klapfenberg, der zuletzt ebenfalls zur Gemeinde Ronsolden gehörte, zur Schule. Der dortige Lehrer war um 1835 gleichzeitig Organist und Mesner.

### Einwohner- und Gebäudezahl
- 1836 56 Einwohner, 8 Häuser ,[9]
- 1861 61 Einwohner, 25 Gebäude, 1 Kirche,[10]
- 1871 55 Einwohner, 20 Gebäude, im Jahr 1873 einen Großviehbestand von 2 Pferden und 48 Stück Rindvieh,[11]
- 1900 51 Einwohner, 7 Wohngebäude,[12]
- 1925 50 Einwohner, 7 Wohngebäude,[13]
- 1938 52 Einwohner (Katholiken),[14]
- 1950 43 Einwohner, 7 Wohngebäude,[15]
- 1987 49 Einwohner, 10 Wohngebäude, 14 Wohnungen.[16]

Heute besteht das Dorf aus 17 Anwesen und der Kirche.

### Kirchliche Verhältnisse
Freudenricht ist seit altersher ein Filialdorf der katholischen Pfarrei Klapfenberg im Bistum Eichstätt. 1554 wurde unter Pfalz-Neuburg die Reformation eingeführt; die Rekatholisierung erfolgte 1618. Den jeweiligen Glaubenswechsel mussten alle Untertanen vollziehen. 1750 wurde die Filialkirche St. Leonhard vergrößert neu gebaut und im Jahr darauf benediziert. Im Glockendachreiter mit Zwiebelhaube hingen noch 100 Jahre später zwei Glocken von 1837. Die Kirche gilt als Baudenkmal.